# Padroso (Montalegre)
Padroso é uma povoação portuguesa do Município de Montalegre que foi sede da extinta Freguesia de Padroso, freguesia que tinha 9,03 km² de área e 107 habitantes (2011), e, por isso, uma densidade populacional de 11,8 hab/km².
A Freguesia de Padroso foi extinta (agregada) pela reorganização administrativa de 2012/2013, tendo o seu território sido agregado ao da Freguesia de Montalegre para criar a União de Freguesias de Montalegre e Padroso.
Constituiu até ao início do século XIX a honra de Padroso. Tinha, em 1801, 240 habitantes.

## População
| Número de habitantes | Número de habitantes | Número de habitantes | Número de habitantes | Número de habitantes | Número de habitantes | Número de habitantes | Número de habitantes | Número de habitantes | Número de habitantes | Número de habitantes | Número de habitantes | Número de habitantes | Número de habitantes | Número de habitantes |
| -------------------- | -------------------- | -------------------- | -------------------- | -------------------- | -------------------- | -------------------- | -------------------- | -------------------- | -------------------- | -------------------- | -------------------- | -------------------- | -------------------- | -------------------- |
| 1864                 | 1878                 | 1890                 | 1900                 | 1911                 | 1920                 | 1930                 | 1940                 | 1950                 | 1960                 | 1970                 | 1981                 | 1991                 | 2001                 | 2011                 |
| 272                  | 311                  | 280                  | 304                  | 310                  | 285                  | 306                  | 332                  | 408                  | 363                  | 309                  | 217                  | 140                  | 119                  | 107                  |

(Obs.: Número de habitantes "residentes", ou seja, que tinham a residência oficial neste concelho à data em que os censos  se realizaram.)

## Património
- Igreja de São Martinho;
- Igreja Matriz de Padroso;
- Capela de Santo António.